# Grand-Manil
Grand-Manil (wa. Grand-Mayni-dlé-Djiblou) – dzielnica (section) miasta Gembloux w Belgii, w Regionie Walońskim, w prowincji Namur, w okręgu Namur. 1 stycznia 2020 roku liczyła 1858 mieszkańców. Do 31 grudnia 1964 r. samodzielna gmina.  

## Demografia
Liczba mieszkańców, stan na 1 stycznia:
| Rok                | 1930 | 1947 | 1961 | 2020 |
| ------------------ | ---- | ---- | ---- | ---- |
| Liczba mieszkańców | 857  | 900  | 1004 | 1858 |